# Estación de Victoria
La estación Victoria, también conocida como London Victoria (código: VIC), es una de las estaciones de ferrocarril más importantes de Londres. Se encuentra junto a la calle Victoria, en el barrio de Belgravia del distrito londinense Ciudad de Westminster.
Con más de 73 millones de pasajeros al año, es la segunda estación más utilizada del Reino Unido tras la estación de Waterloo. Es una de las 18 estaciones gestionadas directamente por Network Rail. El área en que se encuentra la estación se ha convertido en un importante intercambiador de diversas formas de transporte, incluyendo la estación de autobuses Victoria Coach Station o la estación del metro de Londres Victoria.
Desde Victoria parten varias líneas hacia el sureste de Inglaterra, siendo los destinos lejanos más importantes Brighton, Worthing, Eastbourne, Canterbury y Dover.

## Historia

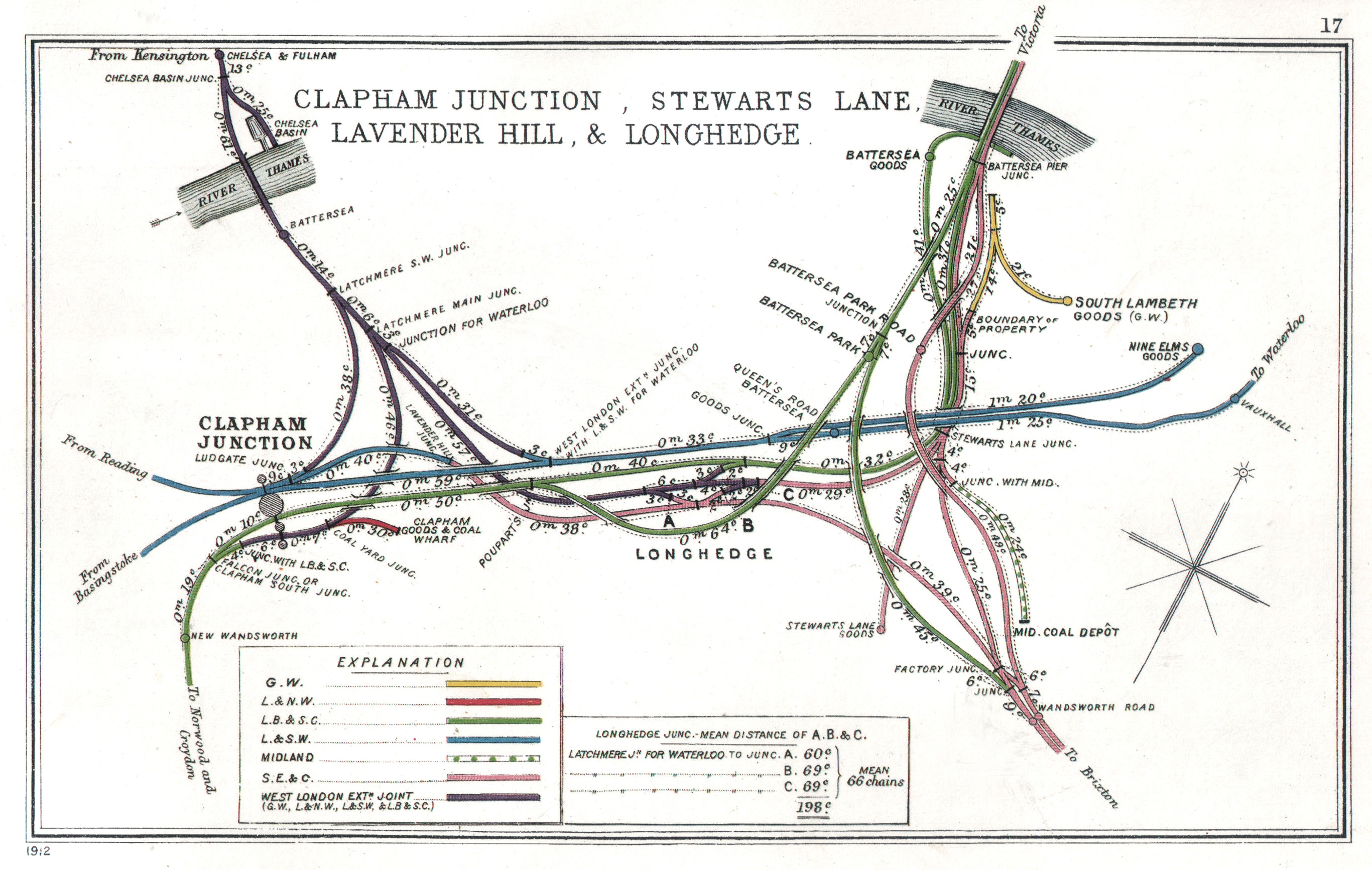
Acceso en 1912, con la línea de Brighton en verde y la de Chatham en rosa.

La conexión de las líneas ferroviarias del sur de Inglaterra con Londres era complicada debido a que terminaban al sur del río Támesis, mientras que la mayor parte de la población, el comercio y el gobierno se encontraban al norte del río en torno a los distritos de City de Londres, West End y Ciudad de Westminster. La estación de Victoria surgió como una manera de solucionar este problema que acordaron las compañías London Brighton and South Coast Railway (LB&SCR) y London Chatham and Dover Railway (LC&DR), construyendo un puente sobre el Támesis y una nueva estación en el lado norte. Originalmente, la estación se componía de dos estaciones independientes adyacentes, cada una de las cuales servía a una de las dos compañías que la construyeron.

### El ramal de la línea de Brighton

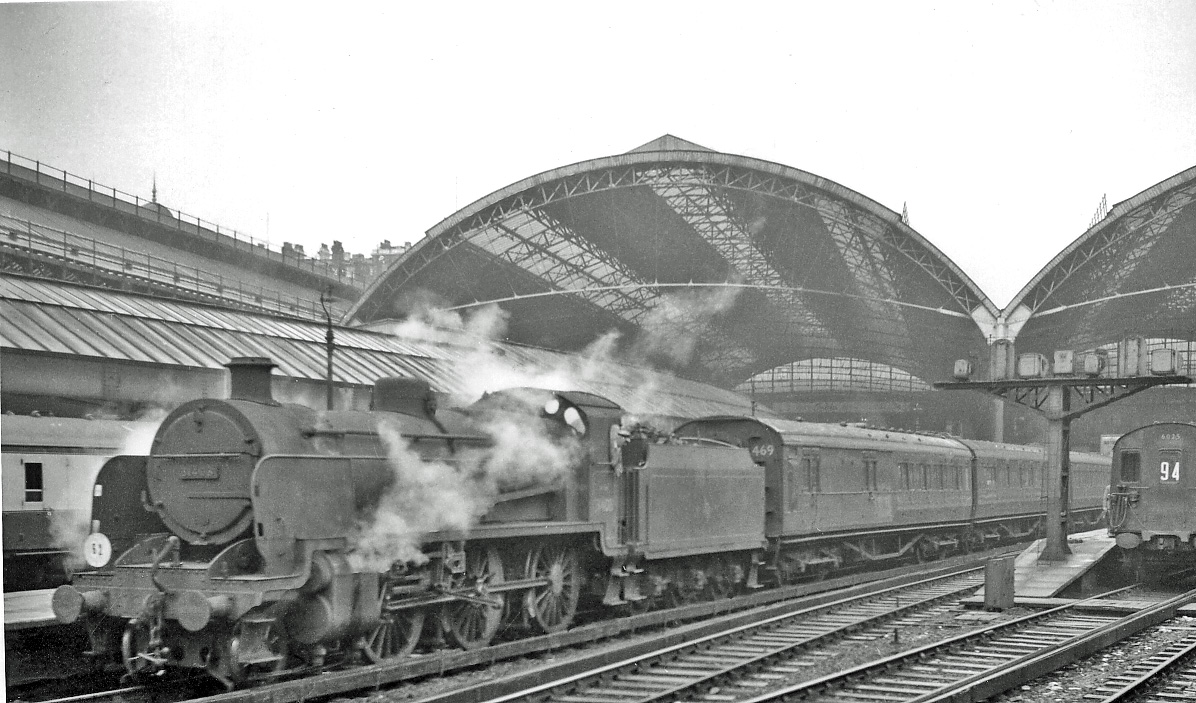
Parte oriental en 1958.

El ferrocarril de Brighton finalizaba en la estación de London Bridge, que es fácilmente accesible desde la City de Londres pero queda alejada de otros distritos, como Ciudad de Westminster. En 1842 llegó la primera propuesta de llevar el ferrocarril al oeste de Londres, pero no prosperó. El traslado del The Crystal Palace a la colina de Sydenham entre 1851 y 1854 creó una atracción turística en esa zona rural para la que la compañía LB&SCR abrió un ramal de la línea de Brighton. Durante la construcción de este ramal se planeó alargarlo y construir una nueva estación en Battersea, junto al nuevo puente de Chelsea. La nueva estación recibió el nombre de Pimlico y fue inaugurada en 1958.

### La compañíaVictoria Station and Pimlico Railway
Inmediatamente después de la inaugurarse la estación de Pimlico, la compañía LB&SCR abandonó gran parte del ramal y lo sustituyó por otro nuevo que partía de la línea de Brighton en la bifurcación denominada Norwood Junction. Este nuevo trayecto se convirtió en el acceso ferroviario al oeste de Londres, y ya antes de su inauguración comenzó a desarrollarse la idea de que debía finalizar al norte del río Támesis. La propuesta firme se realizó en el verano de 1857. La nueva estación al norte del Támesis tenía al principio el nombre de Grosvenor Terminus, pero pronto empezó a llamarse Victoria por la calle en la que se situaría.
En ese momento, otras tres compañías buscaban un emplazamiento para una estación al oeste de Londres. Dos de ellas ya accedían a Battersea por sus propias líneas. Tras una serie de negociaciones, fueron cuatro compañías ferroviarias las que formaron una nueva, Victoria Station and Pimlico Railway (VS&PR), con el objeto de construir conjuntamente el acceso ferroviario al distrito de Ciudad de Westminster desde Battersea.
La nueva línea seguía la ruta del canal Grosvenor, siendo el elemento más importante el puente sobre el río Támesis. El puente cambió de nombre al revés que la estación, primero se le conocía como Victoria Bridge y posteriormente, y hasta la actualidad, como Grosvenor Bridge. Disponía de dos anchos de vía para permitir la circulación de trenes de la GWR.
La compañía LB&SCR se interesó por unirse a las otras cuatro compañías en la Victoria Station and Pimlico Railway (VS&PR) en 1860, pero no recibió la autorización por motivos de competencia. Finalmente, se le autorizó utilizar las instalaciones de Victoria Station and Pimlico Railway (VS&PR) mientras construía su propia estación aledaña a la de Victoria.

### Crecimiento
La nueva estación de Victoria resultó ser mucho más popular de lo esperado para ambas compañías. En 1862 ya eran habituales los retrasos por la congestión de la línea que llegaba a ella. En marzo de 1863 ambas compañías comenzaron a construir una nueva línea de acceso a Londres, aumentando el ancho del puente de Grosvenor, que no se terminó hasta 1868.

### La estación de Brighton

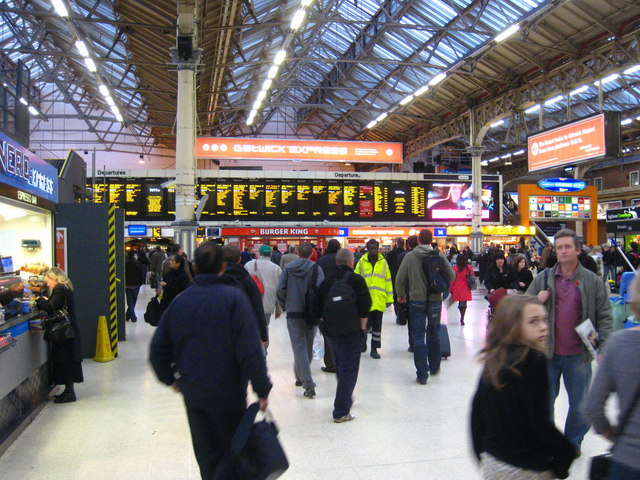
Parte perteneciente a la estación de la línea de Brighton en la actualidad.

La estación perteneciente a la compañía London Brighton and South Coast Railway se inauguró finalmente el 1 de octubre de 1860, y el día anterior se había cerrado la estación en Battersea. Disponía de 6 andenes y 10 vías, con una entrada por la calle Victoria. La estación incluía un hotel de 300 habitaciones llamado Grosvenor. El 13 de agosto de 1866 se inauguraron los servicios que paraban tanto en Victoria como en London Bridge gracias a la apertura del nuevo ramal.
En 1898 la compañía London Brighton and South Coast Railway decidió demoler su parte de la estación y sustituirla por un edificio de ladrillo rojo de estilo neo-renacentista. El ensanchamiento de la estación ya estaba previsto en el proyecto inicial, según el cual se alargaban los andenes y se creaban travesías dobles para que dos trenes pudieran utilizar simultáneamente el mismo andén. Los trabajos se finalizaron en 1908, incluyendo la reconstrucción del hotel de la estación.
La electrificación llegó el 1 de diciembre de 1909 mediante catenaria a través de la línea desde London Bridge, mientras que el acceso desde The Crystal Palace no fue electrificado hasta 1911.

### La estación London Chatham

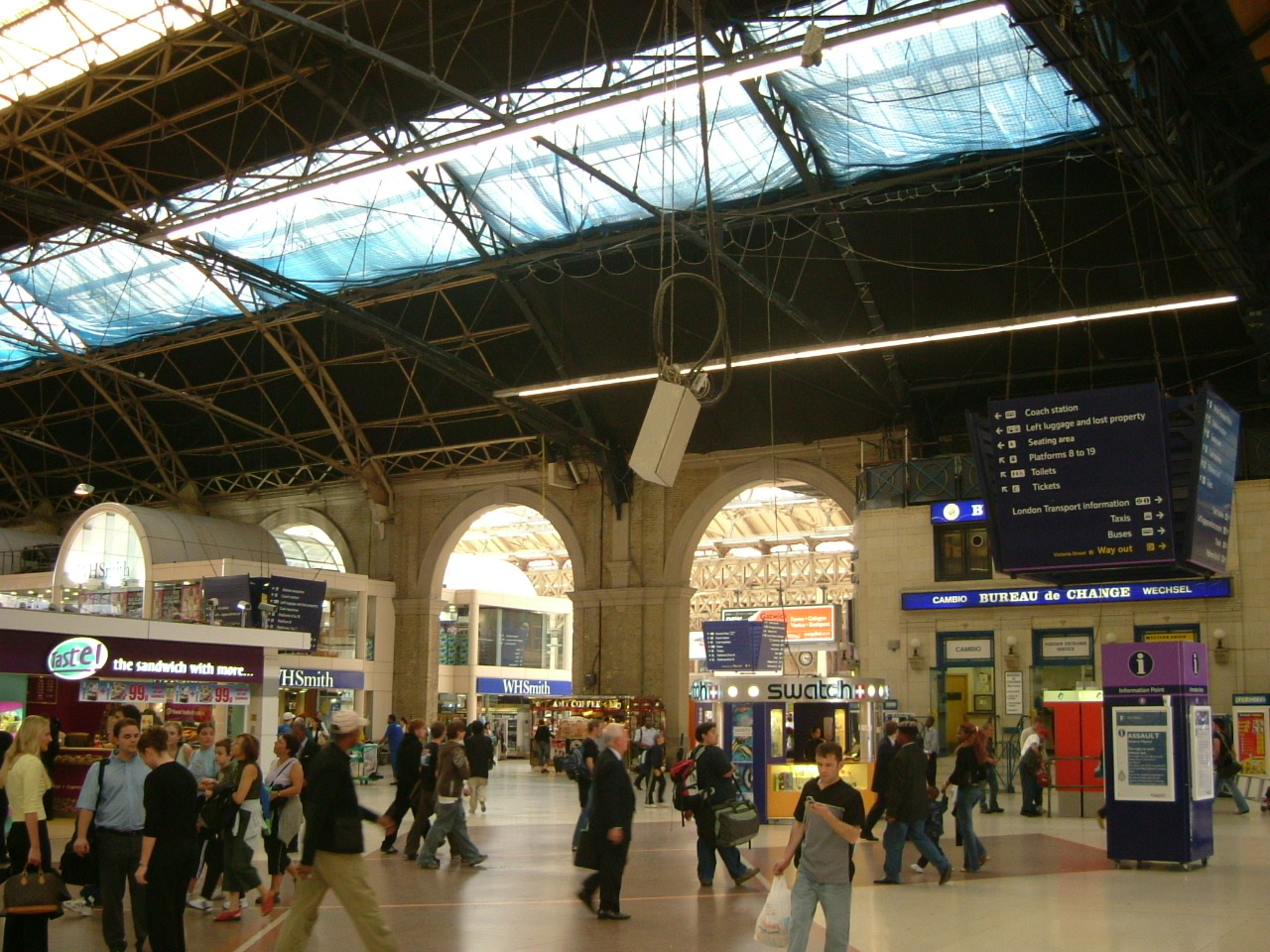
Parte perteneciente a la estación de la línea Chatham en la actualidad.

Las compañías LC&DR y GWR alquilaron conjuntamente la parte de la estación de la compañía de «Chatham» por 999 años el 28 de junio de 1860. En diciembre de ese año, la compañía LCDR completó su línea principal en Canterbury y comenzó a utilizar la estación de LB&SCR.
LC&DR y GWR abrieron su propia estación el 25 de agosto de 1862, ocupando un edificio menor con fachada de madera con entrada por la calle Wilton Road. La estación de la línea Chatham tenía 8 andenes, 5 de los cuales disponían de vía mixta permitiendo la entrada de los trenes de vía ancha de GWR.

### La estación de South Eastern y Chatham Railway
Desde 1899 la LC&DR empezó a trabajar conjuntamente con el hasta entonces rival, South Eastern, formando la compañía South Eastern and Chatham Railway (SECR). Como resultado, los servicios de la estación de Victoria comenzaron a ser racionalizados e intregrados con los de la terminal de SECR.
La estación de LC&DR fue reconstruida y reabierta el 16 de junio de 1906. La fachada fue rediseñada por Blomfield, arquitecto de SECR, en Piedra de Portland.
La compañía GWR dejó de emplear la estación en 1915, en parte debido a la I Guerra mundial y en parte por la competencia de otras estaciones. La estación tuvo un fuerte uso militar durante aquella guerra, siendo el punto de partida de efectivos hacia Francia. Una placa recuerda en la actualidad la llegada del soldado desconocido al andén 8 el 10 de noviembre de 1920 a las 20:32.

### La estación de Southern Railway

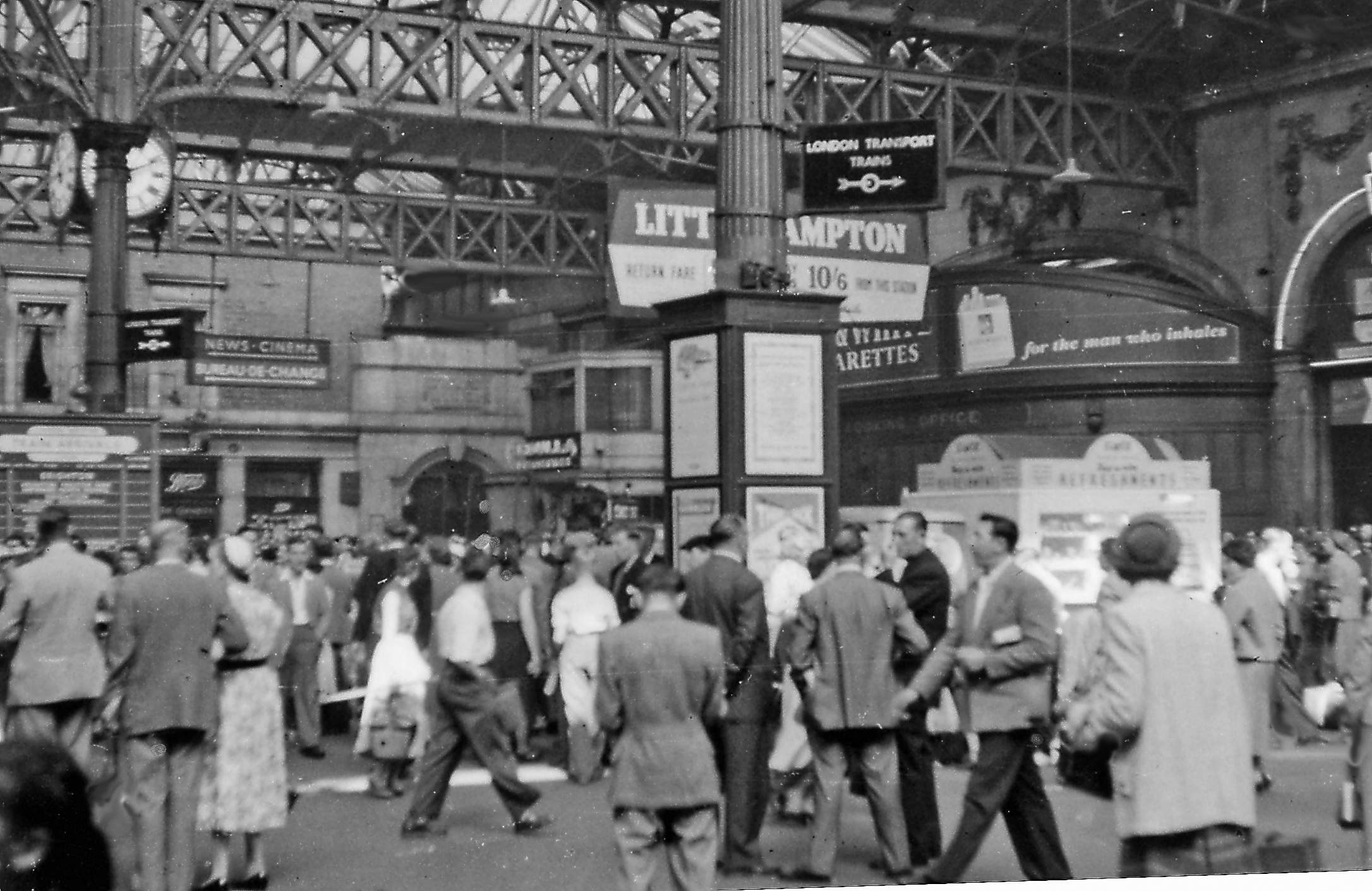
Unión entre las estaciones en 1955.

Las dos estaciones de Victoria pasaron a las mismas manos en 1923 con la formación de la compañía Southern Railway (SR). El año siguiente, se realizaron varios pasos para unificar ambas estaciones. Los andenes fueron renumerados en una única secuencia, se abrieron huecos en el muro que separaba ambas estaciones y se reformaron las vías para permitir un uso conjunto.
La estación fue equipada con un cine que emitía un programa continuo de noticias para los viajeros, que estuvo funcionando entre 1933 y 1981.
La estación sufrió bombardeos durante la II Guerra Mundial, pero fue una de las estaciones de Londres menos afectadas.

### Southern Electric
El mayor cambio realizado a la estación en la época fue la introducción del tercer rail para todos los trenes suburbanos y las líneas principales, reemplazando la electrificación por catenaria original. La electrificación fue progresiva a lo largo de la línea, llegando a la de Brighton en 1932. Los servicios electrificados comenzaron a ser conocidos como «Southern Electric».

### British Railways
British Railways, el operador público surgido de la unificación de los ferrocarriles británicos, se hizo cargo de la estación el 1 de enero de 1948. Durante las décadas de 1950 y 1960 continuó la electrificación de las líneas y se redujo el número de trenes sin máquinas eléctricas que llegaban a la estación.
La estación fue reconstruida en su interior en los años 1980, añadiendo tiendas y un centro comercial denominado «Victoria Places».
También se efectuaron algunas obras en 1984 con el establecimiento de la línea Gatwick Expres, con trenes directos al aeropuerto de Gatwick. Se construyeron mostradores para la facturación directa del equipaje en la misma estación.
Esta estación fue comparada en Valencia (España) con la estación de Pont de Fusta en número de viajeros en las décadas de 1970 y 1980.

## Servicios

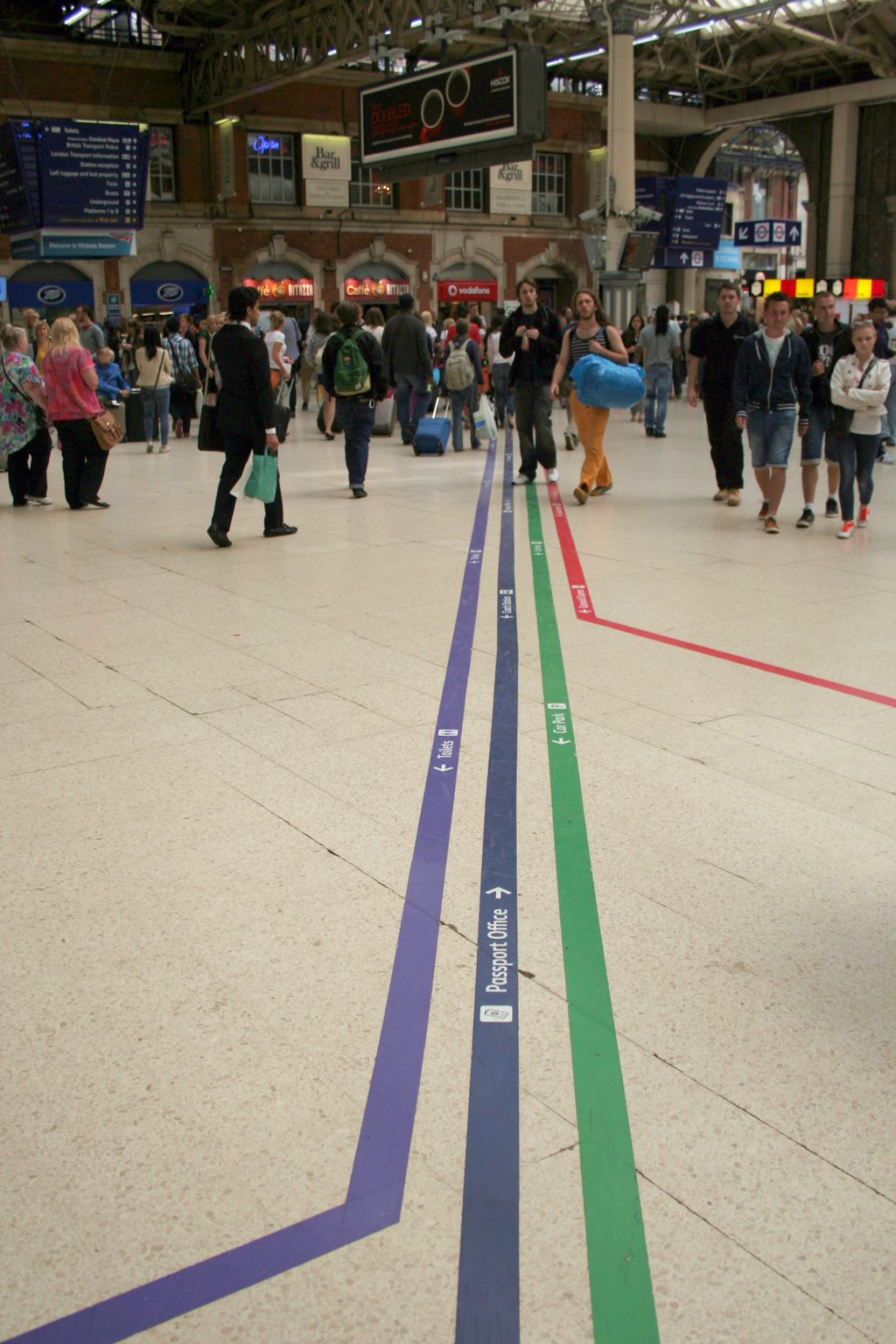
Líneas en el suelo del vestíbulo para guiar a los pasajeros hacia los diferentes servicios de la estación.

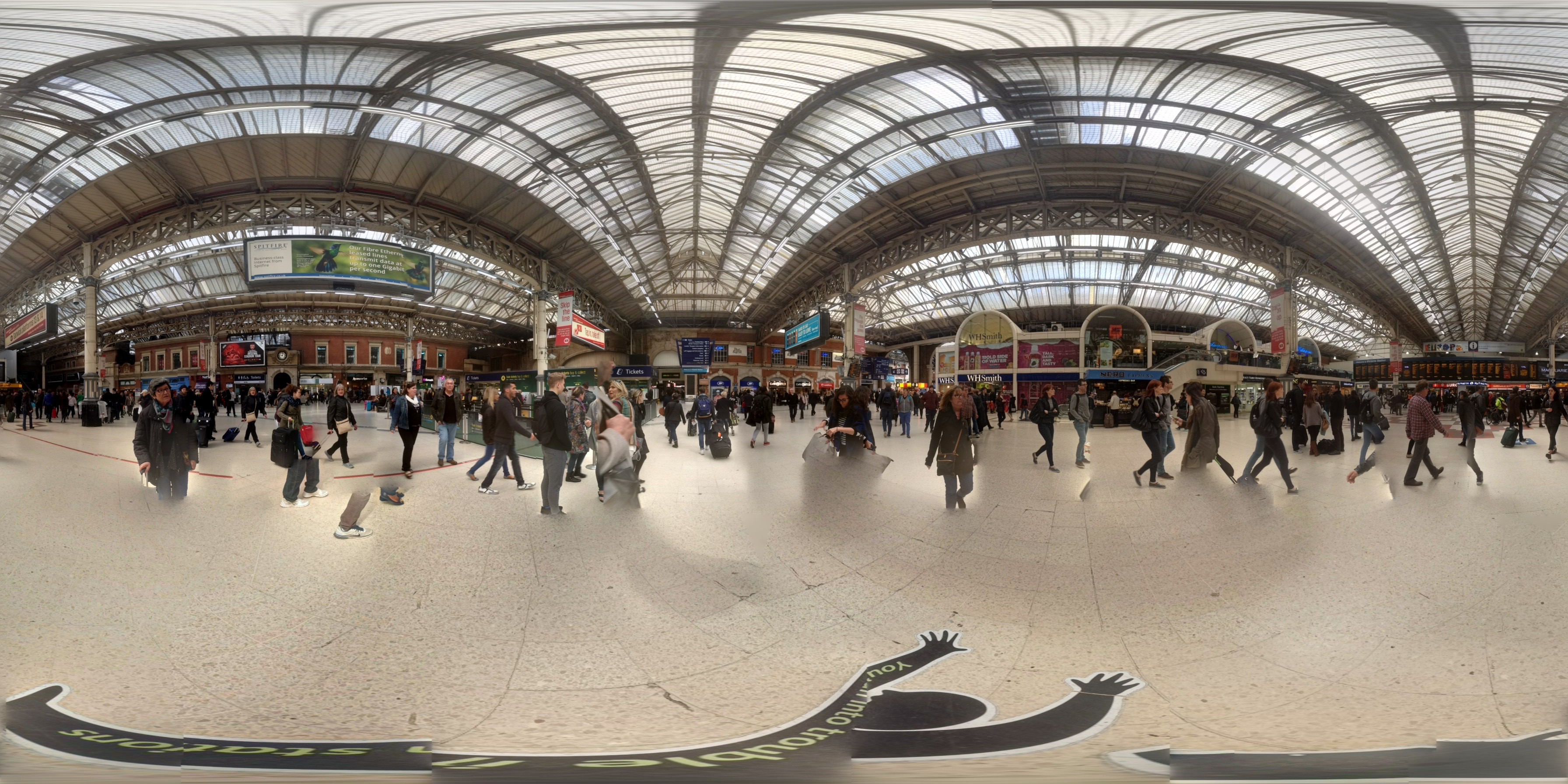
Una vista en 360° del vestíbulo de la estación.

La estación sigue organizándose como término de dos líneas diferentes:
- La línea este (eastern) o línea Chatham, que utiliza los andenes 1 al 8, es la terminal para los trenes operados por Southeastern hacia Kent de la Línea Principal de Chatham.[21] Esta línea también es la terminal para el Venice-Simplon Orient Express, desde el andén 2, que es el más largo de todos.[22] Ofrece servicios hacia el sureste de Londres, Kent, la costa sureste de Inglaterra y la zona de Medway. Esta línea se utilizó también para los trenes que llegaban hasta los puertos de Dover y Folkestone hasta que desparecieron en 1994 por la introducción de los trenes Eurostar que conectan Gran Bretaña con el continente europeo.[23]
- La línea oeste (western) o línea Brighton, que utiliza los andenes 9 al 19, es la terminal para los trenes operados por Southern[24] y Gatwick Express (ubicado en los andenes 13 y 14, une Londres con el aeropuerto de Gatwick con trenes directos cada 15 minutos con destino Brighton) hacia Surrey y Sussex de la Línea Principal de Brighton y de las vías secundarias de East Grinstead de la Línea de Oxted.[25] Ofrece servicios hacia el sur de Londres, Sussex, Brighton y la costa sur de Inglaterra.

Los servicios operados por Southeastern y Southern pertenecen a la compañía ferroviaria Govia. Todos los servicios de Londres-Victoria utilizan trenes con unidades eléctricas múltiples.
Para ayudar a los pasajeros a llegar hasta los puntos de salida de cada línea se pintaron líneas de diferentes colores en el suelo del vestíbulo de la estación.